# 폰테 트레사
폰테 트레사(이탈리아어: Ponte Tresa)는 스위스 티치노주의 루가노 지역에 있는 이전 지자체이다. 2021년 4월 18일에 크로글리오(Croglio), 몬테기오)Monteggio), 폰테 트레사 및 세사(Sessa)의 지자체가 병합되어 트레사(Tresa)를 형성했다.

## 역사
폰테 트레사는 818년 ad Tresiae Pontem으로 처음 언급되었지만, 이것은 이전 문서의 12세기 사본에서 나온 것이다. 875년에는 Ponte Tretia로 언급되었다. 이 이름은 더 이상 사용되지 않지만, 독일어에서는 Treisbruck으로 알려져 있다.
이 도시의 역사는 590년 투르의 그레고리우스가 처음 언급한 트레사강 건널목과 밀접하게 연관되어 있다. 지자체의 이름과 이웃한 이탈리아 도시인 라베나 폰테 트레사는 모두 강에서 따왔다. 중세부터 1847년 멜리데댐이 완공될 때까지 지자체는 이탈리아와 전략적으로 중요한 연결 고리를 제공했다. 로마 시대에도 현대 마을 근처에 강을 건너는 다리나 여울이 있었을 것이다. 중세와 근대 초기에 이 다리는 돌기둥이 달린 목조 다리였다. 다리 아래에는 물고기 연못이 있었는데, 대부분이 밀라노의 주교가 소유한 장어 등의 물고기로 채워져 있었다. 16세기에 다리는 지역 귀족 가문의 소유였다. 1828년까지 그것은 드 스토파니 가문의 재산으로 남아 있었다가 주에서 매입했다. 주는 1846년에 새로운 석조 다리를 건설했다. 현재 다리는 1962년에 건설되었다.
마을 위 지역의 로체타에는 코모와 밀라노(1118-27) 간의 전쟁에서 파괴된 성 마르티노의 코마치네 마스터 성의 유적이 있다. 중세 시대에 폰테 트레사는 국경 통제, 통행료 및 다리 유지와 관련하여 특정 책임과 특권을 누렸다. 밀라노 공작은 15세기에 스위스 연방에 의해 승인된 면세 마을을 승인했다.
마을 교회는 독립 교구가 된 1821년까지 라베나 폰테 트레사 교구에 속해 있다. 성 베르나르디노 교회는 15세기에 지어졌으며, 1972-82년에 개조되었다.
루가노-폰테 트레사 철도는 1912년에 개통되었다.

## 지리

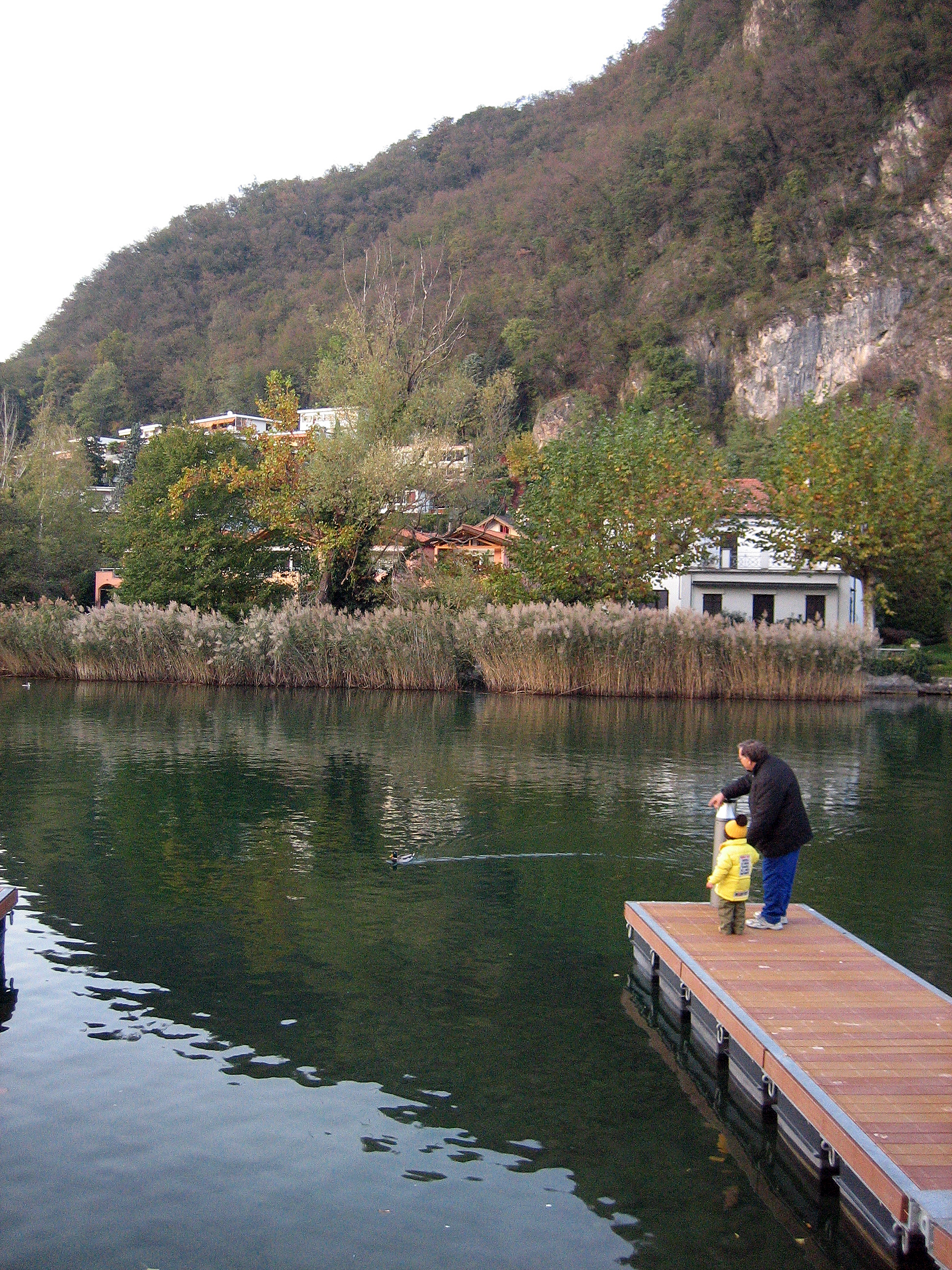
폰테 트레사 근처의 루가노호

폰테 트레사의 면적은 1997년 현재 0.41k㎡이다. 이 면적 중 0.14k㎡ (34.1%)가 농업 목적으로 사용되는 반면 0.18k㎡ (43.9%(는 삼림으로 구성되어 있다. 나머지 토지 중 0.19k㎡ (46.3%)가 정착(건물 또는 도로), 0.03k㎡ (7.3%)가 강 또는 호수이다.
건축면적 중 주택과 건물이 31.7%, 교통기반시설이 9.8%를 차지했다. 공원, 녹지대, 운동장이 4.9%를 차지했다. 산림을 제외한 모든 산림면적은 울창한 산림으로 덮여 있다. 농경지 중 2.4%는 작물 재배에 사용되며 31.7%는 고산 목초지에 사용된다. 지자체의 모든 물은 흐르는 물이다.
이전 지자체은 루가노에서 약 12km 떨어진 스위스-이탈리아 국경을 따라 루가노 호수에 있는 루가노 지구에 위치해 있다. 이웃 이탈리아 마을은 라베나 폰테 트레사라고 불린다.

### 기후
폰테 트레사는 연간 평균 103.8일의 비 또는 눈이 내리며 평균 강수량은 1,806mm이다. 가장 습한 달은 5월로 이 기간 동안 폰테 트레사에는 평균 226mm의 비가 내린다. 이달의 평균 강수량은 13.4일이다. 일년 중 가장 건조한 달은 12월이며 5.8일 동안 평균 강수량이 70mm이다.

## 인구통계
폰테 트레사의 인구(2019년 기준)는 773명이다. 2008년 기준으로 인구의 27.3%가 거주하는 외국인이다. 지난 10년(1997-2007) 동안 인구는 3.5%의 비율로 변화했다.
2000년 기준, 인구의 대부분은 이탈리아어 (79.8%)를 사용하며, 독일어가 두 번째로 많이 사용(13.3%)되고, 프랑스어가 세 번째(2.6%)로 사용된다. 2000년 기준, 스위스 공용어 중 독일어 102명, 프랑스어 20명, 이탈리아어 614명, 로만슈어 4명을 사용한다. 나머지(29명)는 다른 언어를 사용한다.
2008년 기준으로 인구의 성별 분포는 남성 45.6%, 여성 54.4%이다. 인구는 251명의 스위스 남성(인구의 31.1%)과 117명(14.5%)의 비스위스계 남성으로 구성되었다. 스위스 여성은 332명(41.1%), 비스위스계 여성은 107명(13.3%)이었다.
2008년에는 스위스 시민이 7명, 비스위스계 시민이 1명을 출산했으며, 같은 기간에 스위스 시민이 9명 사망했다. 이민과 이주를 무시하면 스위스 시민의 인구는 2명이 감소했고, 외국인 인구는 1명이 증가했다. 스위스로 재이민 온 스위스 남자 1명과 스위스 여자 6명이 있었다. 동시에 다른 나라에서 스위스로 이주한 11명의 비스위스 남성과 10명의 비스위스계 여성이 있었다. 2008년 전체 스위스 인구 변화(시 경계를 넘는 이동을 포함한 모든 출처에서)는 9명이 감소했고, 비스위스계 인구 변화는 13명이 증가했다. 이는 0.5%의 인구 증가율을 나타낸다.
2009년 현재 폰테 트레사의 연령 분포는 다음과 같다. 50명의 어린이 또는 인구의 6.2%가 0~9세이고 76명의 십대 또는 9.4%가 10~19세이다. 성인 인구의 60명 또는 인구의 7.4%가 20~29세이다. 108명(13.4%)은 30~39세, 154명(19.1%)은 40~49세, 99명(12.3%)은 50~59세이다. 고령자 분포는 106명(인구의 13.1%)이 60세 이상이다. 그리고 69세는 99명(70~79세는 12.3%), 80세 이상은 55명(6.8%)이다.
2000년 기준으로 지자체의 개인 가구는 373가구이며 가구당 평균 2인 가구이다. 2000년에는 총 183채의 주거용 건물 중 62채(전체의 33.9%)가 단독주택이었다. 2세대(16.9%)가 31채, 다가구(36.6%)가 67채였다. 또한 지자체에는 다목적 건물(주거 및 상업용 또는 기타 목적으로 사용)인 23개의 건물이 있었다.
2008년 지자체 공실률은 0.88%였다. 2000년에는 지자체에 544개의 아파트가 있었다. 가장 흔한 아파트 규모는 방 3개짜리 아파트가 173개였다. 1인실 아파트가 37개, 5개 이상 아파트가 78개였다. 이 중 상시 입주가 가능한 아파트는 총 368세대(전체의 67.6%)였으며, 성수기 아파트는 161세대(29.6%), 공실은 15세대(2.8%)였다. 2007년 기준 신규주택 건설률은 인구 1000명당 1.2세대였다.

역사적 인구는 다음 차트에 나와 있다.

### 종교
2000년 인구 조사에 따르면 605명(78.7%)이 로마 가톨릭 신자이고, 59명(7.7%)이 스위스 개혁 교회에 속해 있다. 다른 교회(인구 조사에 등재되지 않음)에 속해 있는 개인은 81명(인구의 약 10.53%)이고, 질문에 응답하지 않은 개인은 24명(인구의 약 3.12%)이다.

## 경제
2007년 현재 폰테 트레사의 실업률은 5.4%이다. 2005년 기준으로 1차 경제 부문과 이 부문에 관련된 기업에 고용된 사람들이 있었다. 34명이 2차 부문에 고용되었고, 이 부문에 5개의 기업이 있었다. 235명이 3차 부문에 고용되었으며, 이 부문에는 56개의 기업이 있다. 지자체 주민은 332명으로 일정 정도 고용되었으며, 그중 여성이 전체 노동력의 44.3%를 차지하였다.
2000년에는 자치단체로 통근하는 근로자가 328명, 출퇴근하는 근로자가 250명이었다. 지자체는 근로자의 순수입 지자체이며, 1명이 전출할 때마다 약 1.3명의 근로자가 지자체에 전입된다. 폰테 트레사에 들어오는 인력의 약 20.1%가 스위스 외부에서 온다. 근로 인구의 16%는 대중교통을 이용하여 출근하고 55.7%는 자가용을 이용하였다.
2009년 현재 폰테 트레사에는 2개의 호텔이 있다.

## 교육
폰테 트레사에서는 인구의 약 68.7%(25-64세)가 비필수 고등교육 또는 추가 고등교육(대학 또는 응용학문대학)을 완료했다.
폰테 트레사에는 총 112명의 학생이 있었다(2009년 기준). 티치노주의 교육 시스템은 최대 3년의 비필수 유치원을 제공하며 폰테 트레사에는 유치원에 다니는 16명의 어린이가 있었다. 초등학교 프로그램은 5년 동안 지속된다. 지자체에서는 23명의 학생이 표준 초등학교에 다녔다. 중학교 시스템에서 학생들은 2년 중학교에 다니고 2년 예비 견습 과정을 거치거나 고등 교육을 준비하기 위해 4년 프로그램에 참석한다. 중학교 2년제 25명, 고급 4년제 17명이었다.
상위 중등 학교에는 여러 옵션이 있지만 상위 중등 프로그램이 끝나면 학생은 직업을 찾거나 대학에 진학할 준비가 된다. 티치노에서 직업 학생은 인턴십 또는 견습 과정(3년 또는 4년 소요)을 수행하는 동안 학교에 다니거나 인턴십 또는 견습 기간(풀타임 학생으로 1년 또는 1년 반이 소요됨)을 거쳐 학교에 다닐 수 있다. 파트 타임 학생으로 2년). 전일제 학생은 11명, 파트타임 학생은 18명이었다.
전문 프로그램은 3년 동안 진행되며 공학, 간호, 컴퓨터 과학, 비즈니스, 관광 및 이와 유사한 분야의 직업을 위해 학생을 준비시킨다. 전문 프로그램에는 2명의 학생이 있었다.
2000년 현재 폰테 트레사에는 다른 지자체에서 온 4명의 학생이 있었고 55명의 주민들은 지자체 외부의 학교에 다녔다.

## 교통

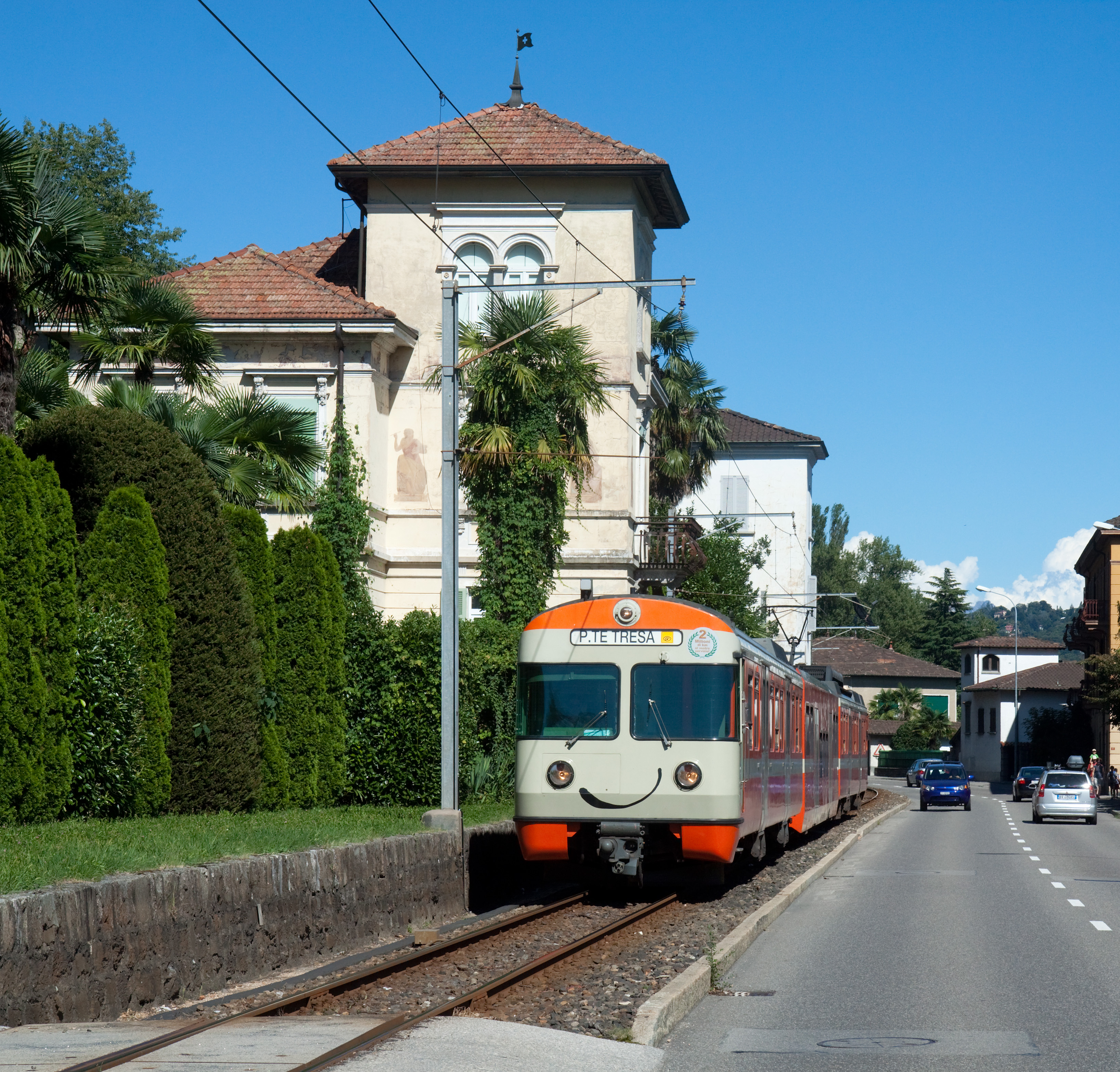
폰테 트레사에 도착하는 루가노 폰테 트레사 열차

폰테 트레사는 루가노에 연결되는 루가노 -폰테 트레사철도 미터궤의 폰테 트레사역으로 서비스가 제공된다. 이 역은 평일 주간에는 15분 간격으로, 그 외 시간에는 30분 간격으로 운행하는 일반 열차가 운행된다. 기차역에서 루이노, 몬테기오 및 노바기오로 가는 아우토포스탈레 버스가 운행된다.
여름에 루가노 호수의 항법회사는 마을의 상륙 단계에서 루가노를 오가는 보트 서비스를 운영한다.